# Chiricahua
Chiricahua je najveće apačko pleme, tako su nazvani po njihovom originalnom domu u jugoistočnoj Arizoni koji se nalazio u planinama Chiricahua ('velika planina'; vidi tekst ispod) i Dragoon Mountains. Sami sebe Chiricahua nazivaju Aiaha.

## Ime
Riječ 'chiricahua' prema nekima znači 'great mountain', danas je to ime planine u Arizoni. Njezino porijeklo je možda u Ópata nazivu chiguicagui, što znači  "mountain of wild turkeys", odnosno 'planina divljih purana '. Ove ptice su uzgajali neki Pueblo Indijanci, a tu su ih pronašli i španjolski konkvistadori. Drugi njihovo ime prevađaju kao 'people of the rising sun' ili 'narod izlazeče sunca'  ili pak kao 'mountain people' ili 'planinski narod'. Danas se u anglofonskoj literaturi obično nalazi prijevod 'great mountain', a misli se na planine Chiricahua Mountains. Chiricahua su nazivai  Ha’i’a há ('Eastern sunrise") od White Mountain, Cibecue i Bylas Zapadnih Apača. Imenom Chidikáágu (nastalom od španjolskog Chiricahua) Indijanci su prozvali sami sebe. Od San Carlos Apača dobili su ime Hák’a yé, a od Navaha Chíshí.

## Povijest

### Početak (1300. – 1500.)
Apači su na današnji jugozapad Sjeverne Amerike došli najkasnije do 15. st., negdje s područja rijeke Mackenzie u zapadnoj Kanadi. U novoj domovini ovi Atapaskani (Athapaskans) su se podijelili na 7 glavnih grupa i razvili 7 jezika, to su Jicarilla, Lipan, Kiowa Apache, Navaho, Western Apache, Mescalero i Chiricahua. Chiricahua Apači najsrodniji su plemenu Mescalero. 

### Dolazak Španjolaca (1540. – 1821.) i Anglo-Amerikanaca (1825.)
Dolazak Španjolaca za Apače znači velika promjena. Jedina životinja koju su uzgajali bila je pas. Španjolci su sa sobom dovezli konje, ovce, mule i goveda. Apači su vrlo brzo pronašli brži i lakši izvor nabave svježeg mesa. No drugo gotovo ništa se nije promijenilo u njihovom načinu života, ostali su nomadi, ratnici i pljačkaši, sada mnogo brži i opasniji. –Apačko (Chiricahue) neprijateljstvo prema Španjolcima je poraslo kada su ih počeli hvatati za rad u svojim rudarskim kampovima. Tako je od 1690. apačko neprijateljstvo postalo toliko destruktivno da je opustjela cijela pokrajina Pimeria Alta (današnja Arizona i New Mexico), i susjedna meksička država Chihuahua i sjeverna Sonora. Nitko nije mogao proći ovim područjem bez napada Chiricahua. 
Ratovi sa Španjolcima nastavljaju se i tijekom 18. stoljeća. 1786. Španjolci mijenjaju taktiku i uspostavljaju "peace establishments" (slično suvremenim rezervatima za Indijance), blizu Presidia (Presidios). Plan je bio pokoriti Apače, uništiti im socijalni sistem i postupno ih učiniti ovisnima o Španjolcima. Da bi došli do cilja i privoljeli ih, dijelili su im porcije graha, kukuruza, mesa, ali također i puške, alkohol i odjeću.  Ovime su ih htjeli učiniti ovisnima o svojim proizvodima, i da bi zaboravili na upotrebu luka i strijele i odlaska u lov zbog kože za odjeću, indolentnim i pijancima. – Ratovi su se ipak nastavili do perioda meksičke nezavisnosti, odnosno povlačenja Španjolaca. Tokom mira sa Španjolcima (1820. – 1830.) Chiricahua Apači naučili su čitati i pisati španjolski jezik. Naučili su dobro rukovati vatrenim oružjem, vojnim puškama (rifle), i proučili njihovu vojnu taktiku.

### Dolazak prvih Anglo-Amerikanaca
1825.  Stotinu Anglo-Amerikanaca dobiva dozvolu za lov na gornjem i donjem toku rijeke Gile, ostali su se naselili kod današnjeg Silver-City-ja. Chiricahue su bili prema njima miroljubivi, ali pridošlice su bili nepovjerljivi i oprezni.  U kasnijim periodima, u borbama s Meksikancima i Amerikancima, Chiricahua Apači su se proslavili sa svojim vođama, a to su bili: Cochise, Victorio, Loco, Chato, Nachi,  Bonito i Geronimo. 
Cochise jedan od najpoznatijih vođa Chiricahua, držao je u rukama jugoistočnu Arizonu od 1861. pa do 1872., umro je 1874. Vidi Apache: Povijest.

## Chiricahua danas
Suvremeni Chiricahua Apači žive u Oklahomi i na rezervatu Mescalero Apache u Novom Meksiku. Mnogi danas žive u urbanim središtima gdje rade kao radnici ili se bave farmerskim poslovima. U kasnom 20. stoljeću ima još 600 punokrvnih Chiricahua.

## Ustrojstvo
Chiricahua Apači poznati su po tome što nisu imali centralne vlasti. Za njih se kaže da ih je bilo oko 2,500. Njihove 3 bande /Bedonkohe su iščezli/ imale su svaka svoje lovačko područje. Svaka banda imala je poglavicu, koji je znao što je najbolje za njegovu skupinu. Svaka ova banda, imala je prosječno 10-30 'proširenih' obitelji (slično kao kod slavenskih zadruga).  Ovakve obitelji etnolozi nazivaju 'extended families'.  Obitelj jednog oženjenog muškarca sastojala se od ženine obitelji a boravište je matrilokalno. –Žena se bavi pripremom hrane, sakupljanjem, gradnjom kuća, čuvanjem djece, štavljenjem koža i izradom košara. Muškarac brine o sigurnosti obitelji, ide u lov, brine o konjima, izrađuje oružje i uvijek je pripreman za rat.

### Bande Chiricahua Apača
Bande Chiricahua se kod raznih autora ne poklapaju, ni po broju ni po imenu. Neki autori navode da su se sastojali od 3 bande (Opler; 1941).
Stanje s Chiricahua bandama je sljedeće: Dijelili su se na 3 glavne grane
- Chokonen ili pravi Chiricahua, Central Chiricahuas, "Rising Sun People", Ch’úk’ánén, Ch’uuk’anén, Ch’ók’ánén, Tcokanene, nazivani i Cochise Apaches.
- Gileño, Eastern Chiricahuas, ili Gila Apaches, ili Chihennes ili Red Paint People, u Chiricahua Mountains u jugoistočnoj Arizoni. Dijele se teritorijalno na dvije glavne bande bande: 
  - Mimbreño Apači, Mimbres Mountains u jugozapadnom Novom Meksiku. 
    - Coppermine Apači (Bakreni Apači)
    - Warm Springs Apači, Gila River.

  - Mogollon Apači, oko Mogollon Mountains u Catron i Grant Counties, Novi Meksiko. 
    - Bedonkohe. Najpoznatiji je bio Geronimo. Njegova grupa Bedonkohe nestala je još za njegova života.
- Pinaleño Nedni ili Nednhis, Ndé’indaaí, Nédnaa’í, "Enemy People", Pinery Apache, Ne’na’i, Southern Chiricahuas /Južni Čirikave/, u Sierra Madre u Meksiku.

## Vanjske poveznice
- Cochise
- Chiricahua Indian History
- Warm Springs Apache